# Грегори, Мастен
Ма́стен Гре́гори (англ. Masten Gregory; 29 февраля 1932, Канзас-Сити (Миссури) — 8 ноября 1985, Рим) — американский автогонщик, победитель 24 часов Ле-Мана 1965 года, гонщик «Формулы-1», ChampCar и Targa Florio.

## Биография

### Начало выступлений
Мастен Грегори родился в богатой американской семье. У него рано умер отец, однако, когда Грегори стал взрослым, его мать продала семейный бизнес, и Грегори получил огромные деньги, значительная часть которых была инвестирована Грегори в покупку спортивных автомобилей. Вначале это были Allard J2X и Jaguar C-Type, на котором Грегори в 1954 после успехов в американских автогонках принял участие в гонке 1000 километров Буэнос-Айреса. Мастен Грегори сошёл. Но впоследствии он купил победоносную гоночную Ferrari и отправился в Европу.
В первой своей европейской гонке, которой стали 12 часов Реймса, вместе с ветераном Клементе Биондетти Мастен Грегори стал четвёртым. После этого Грегори занял третье место на Гран-при Португалии, второе в классе на Tourist Trophy и выиграл Nassau Trophy. В последующих сезонах продолжились спортивные успехи Грегори.

### Выступления в «Формуле-1» на Maserati (1957—1958)
Мастен Грегори дебютировал в «Формуле-1» в 1957 в составе частной команды Scuderia Centro Sud, выступавшей на Maserati 250F. Уже в дебютном Гран-при Монако американец пришёл третьим, прорвавшись на подиум с 10 места. В конце сезона Грегори занял четвёртое место в обоих итальянских этапах. В Чемпионате пилотов Грегори занял шестое место, набрав 10 очков. Также в 1957 году Грегори занял 6 место в Ле-Мане.
В 1958 Мастен Грегори продолжил выступать в «Формуле-1» за рулём Maserati. Вместе с Кэрроллом Шелби он занял четвёртое место в Гран-при Италии. Но гонщиков дисквалифицировали за совместное использование автомобиля. После апелляции дисквалификацию сняли, но очков они не получили. Грегори не удалось набрать очков в других Гран-при 1958 сезона.
В июне 1958 года Грегори принял участие в «Гонке двух миров» в Монце, где вместе соревновались гонщиков из USAC и Формулы-1.

### Сезон «Формулы-1» за Cooper (1959)
В 1959 Мастен Грегори присоединился к команде «Формулы-1» Cooper. Его напарниками были Джек Брэбэм, по итогам сезона 1959 ставший чемпионом, и Брюс Макларен. Грегори завоевал свой второй подиум в карьере в Гран-при Нидерландов в Зандворте. Стартовав 7-м, он захватил лидерство на втором круге, но испытал проблемы с коробкой передач. Несмотря на это, гонщик пришёл третьим, а в Португалии занял второе место. Это был лучший результат в карьере американца. Однако, участвуя в Tourist Trophy в Гудвуде, Грегори был травмирован. Он был вынужден пропустить две последние гонки чемпионата. По его итогам Мастен Грегори занял 9 место.

### Выступления за частные команды на Cooper и Lotus (1960—1962)
После 1959 Грегори был уволен из заводской команды Cooper. В 1960 он присоединился к американской команде Camoradi, в составе которой выступил в Гран-при Аргентины и Ле-Мане. Другие гонки сезона 1960 Формулы-1 Мастен Грегори провёл в Scuderia Centro Sud, за которую ранее уже выступал. Грегори не набрал очков в «Формуле-1» в 1960.
В 1961 Грегори выиграл 1000 километров Нюрбургринга в составе Camoradi. Он провёл за неё первые пять Гран-при сезона 1961 Формулы-1. Затем он занял пятое место в Ле-Мане за основную команду Porsche и перешёл в UDT Laystall Racing Team, использовавшую машины Lotus, для выступлений в «Формуле-1». Мастену Грегори не удалось набрать очков в Формуле-1 в 1961, но в 1962 он стал шестым в Гран-при США. Это был последний очковый финиш Грегори в «Формуле-1».

### Гонки спорткаров и 500 миль Индианаполиса (1962—1972)
В декабре 1962 года Мастен Грегори провёл свои первые гонки за North American Racing Team, филиал Scuderia Ferrari в Северной Америке. В 1963 он занял 6 место в Ле-Мане, выступая на Ferrari 250 GTO. В этом же сезоне провёл пять Гран-при в «Формуле-1» за Reg Parnell Racing. Он смог добраться до финиша лишь в Сильверстоуне, где занял 11 место на Lotus 24. В 1964 Грегори выступал в Ле-Мане и гонке 12 часов Реймса за официальную команду Ford вместе с Ричи Гинтером.
Мастен Грегори провёл свои последние гонки Формулы-1 в 1965, не добившись больших успехов. Однако победа в Ле-Мане вместе с Йохеном Риндтом позволила Грегори продолжить выступления в гонках спорткаров. Среди автомобилей, на которых он выступал, были: Ford GT40, Ferrari P3, Porsche 910, Lola T70 и Alfa Romeo T33.
В 1966 Грегори стал вторым в гонке 1000 километров Монцы вместе с Джоном Уитмором. Он выступал в серии Can-Am на McLaren Elva, добившись лучшего результата в Лагуна Сека (5 место). В 1968 Грегори стал 5-м в гонке 1000 километров Парижа вместе с Йоакимом Бонниером (на Porsche 910), в 1970 — третьим в гонке 12 часов Себринга вместе с Тойне Хеземансом (за официальную команду Alfa Romeo).
Он ушёл из гонок в 1972.
С 1963 по 1968 Мастен Грегори был непрерывным участником гонки 500 миль Индианаполиса. Лишь один раз он смог пройти квалификацию — в 1965. В гонке Грегори сошёл с дистанции после 30 % пройденной дистанции и был классифицирован 23-м.

### Поздние годы
Мастен Грегори был заядлым курильщиком, и умер в 1985 году в возрасте 53 лет от сердечного приступа.

## Результаты выступлений

### Чемпионат мира среди гонщиков
| Легенда к таблице |                                                                    |
| --- | ------------------------------------------------------------------ |
| В таблице перечислены результаты всех Гран-при Формулы-1, в которых принимал участие гонщик. Строками таблицы являются сезоны, столбцами — этапы чемпионата мира. В каждой клетке указаны сокращённое название этапа и результат, дополнительно обозначенный цветом. Расшифровка обозначений и цветов представлена в нижеследующей таблице. |                                                                    |
| \| Пример \| Описание \| \| ------------ \| ------------------------------------------------------------------ \| \| 1 \| Победитель \| \| 2 \| Второе место \| \| 3 \| Третье место \| \| 5 \| Финишировал, заработав очки \| \| Сход \| Не финишировал, но при этом заработал очки \| \| 12 \| Финишировал, не получив очков \| \| НКЛ \| Финишировал, но не попал в финальную классификацию \| \| 15 \| Участвовал вне зачёта, либо по отдельной классификации \| \| 18 \| Не финишировал, но попал в финальную классификацию \| \| Сход \| Не финишировал \| \| НКВ \| Не прошёл квалификацию \| \| НПКВ \| Не прошёл предквалификацию \| \| ДСК \| Дисквалифицирован \| \| ИСК \| Исключён из протокола соревнований \| \| ТТ \| Заявлен для участия только в тренировках \| \| НС \| Участвовал в квалификации, но не стартовал в гонке \| \| Т \| Травмирован или болен \| \| ОТК \| Отказ от участия \| \| НТР \| Прибыл на соревнования, но на трассу не выезжал \| \| НПР \| Был заявлен в числе участников, но не прибыл к началу соревнований \| \| О \| Соревнования отменены \| \| \| Не участвовал \| \| Поул-позиция \| \| \| Быстрый круг \| \| |                                                                    |
| Пример | Описание                                                           |
| 1 | Победитель                                                         |
| 2 | Второе место                                                       |
| 3 | Третье место                                                       |
| 5 | Финишировал, заработав очки                                        |
| Сход | Не финишировал, но при этом заработал очки                         |
| 12 | Финишировал, не получив очков                                      |
| НКЛ | Финишировал, но не попал в финальную классификацию                 |
| 15 | Участвовал вне зачёта, либо по отдельной классификации             |
| 18 | Не финишировал, но попал в финальную классификацию                 |
| Сход | Не финишировал                                                     |
| НКВ | Не прошёл квалификацию                                             |
| НПКВ | Не прошёл предквалификацию                                         |
| ДСК | Дисквалифицирован                                                  |
| ИСК | Исключён из протокола соревнований                                 |
| ТТ | Заявлен для участия только в тренировках                           |
| НС | Участвовал в квалификации, но не стартовал в гонке                 |
| Т | Травмирован или болен                                              |
| ОТК | Отказ от участия                                                   |
| НТР | Прибыл на соревнования, но на трассу не выезжал                    |
| НПР | Был заявлен в числе участников, но не прибыл к началу соревнований |
| О | Соревнования отменены                                              |
| | Не участвовал                                                      |
| Поул-позиция |                                                                    |
| Быстрый круг |                                                                    |

| Сезон | Команда                  | Шасси         | Двигатель                   | Ш | 1        | 2       | 3        | 4        | 5        | 6        | 7        | 8        | 9        | 10    | 11    | Место | Очки |
| ----- | ------------------------ | ------------- | --------------------------- | - | -------- | ------- | -------- | -------- | -------- | -------- | -------- | -------- | -------- | ----- | ----- | ----- | ---- |
| 1957  | Scuderia Centro Sud      | Maserati 250F | Maserati 250F 2,5 L6        | P | АРГ      | МОН 3   | 500      | ФРА      | ВЕЛ      | ГЕР 8    | ПЕС 4    | ИТА 4    |          |       |       | 6     | 10   |
| 1958  | H H Gould                | Maserati 250F | Maserati 250F 2,5 L6        | D | АРГ      | МОН     | НИД Сход | 500      |          |          |          |          |          |       |       | -     | 0    |
| 1958  | Scuderia Centro Sud      | Maserati 250F | Maserati 250F 2,5 L6        | D |          |         |          |          | БЕЛ Сход | ФРА      | ВЕЛ      | ГЕР      | ПОР      |       |       | -     | 0    |
| 1958  | Temple Buell             | Maserati 250F | Maserati 250F 2,5 L6        | D |          |         |          |          |          |          |          |          |          |       | МАР 6 | -     | 0    |
| 1958  | Temple Buell             | Maserati 250F | Maserati 250F 2,5 L6        | P |          |         |          |          |          |          |          |          |          | ИТА 4 |       | -     | 0    |
| 1959  | Cooper Car Co            | Cooper T51    | Coventry-Climax FPF 2,5 L4  | D | МОН Сход | 500     | НИД 3    | ФРА Сход | ВЕЛ 7    | ГЕР Сход | ПОР 2    | ИТА      | США      |       |       | 9     | 10   |
| 1960  | Camoradi International   | Behra Porsche | Porsche 547/3 1,5 B4        | D | АРГ 12   |         |          |          |          |          |          |          |          |       |       | -     | 0    |
| 1960  | Scuderia Centro Sud      | Cooper T51    | Maserati 250S 2,5 L4        | D |          | МОН НКВ | 500      | НИД НС   | БЕЛ      | ФРА 9    | ВЕЛ 14   | ПОР Сход | ИТА      | США   |       | -     | 0    |
| 1961  | Camoradi International   | Cooper T53    | Coventry-Climax FPF 1,5 L4  | D | МОН НКВ  | НИД НС  | БЕЛ 10   | ФРА 12   | ВЕЛ 11   | ГЕР      |          |          |          |       |       | -     | 0    |
| 1961  | UDT Laystall Racing Team | Lotus 18/21   | Coventry-Climax FPF 1,5 L4  | D |          |         |          |          |          |          | ИТА Сход | США 11   |          |       |       | -     | 0    |
| 1962  | UDT Laystall Racing Team | Lotus 18/21   | Coventry-Climax FPF 1,5 L4  | D | НИД Сход |         |          |          |          |          |          |          |          |       |       | 18    | 1    |
| 1962  | UDT Laystall Racing Team | Lotus 24      | BRM P56 1,5 V8              | D |          | МОН НКВ | БЕЛ Сход | ФРА Сход |          | ГЕР      | ИТА 12   | США 6    | ЮАР      |       |       | 18    | 1    |
| 1962  | UDT Laystall Racing Team | Lotus 24      | Coventry-Climax FWMV 1,5 V8 | D |          |         |          |          | ВЕЛ 7    |          |          |          |          |       |       | 18    | 1    |
| 1963  | Tim Parnell              | Lotus 24      | BRM P56 1,5 V8              | D | МОН      | БЕЛ     | НИД      | ФРА Сход |          |          | ИТА Сход |          |          |       |       | -     | 0    |
| 1963  | Reg Parnell Racing       | Lotus 24      | BRM P56 1,5 V8              | D |          |         |          |          | ВЕЛ 11   | ГЕР      |          |          |          |       |       | -     | 0    |
| 1963  | Reg Parnell Racing       | Lola Mk4A     | Coventry-Climax FWMV 1,5 V8 | D |          |         |          |          |          |          |          | США Сход | МЕК Сход | ЮАР   |       | -     | 0    |
| 1965  | Scuderia Centro Sud      | BRM P57       | BRM P56 1,5 V8              | D | ЮАР      | МОН     | БЕЛ Сход | ФРА      | ВЕЛ 12   | НИД      | ГЕР 8    | ИТА Сход | США      | МЕК   |       | -     | 0    |

### «24 часа Ле-Мана»
| Год  | Команда                    | Машина               | Группа | Результат |
| ---- | -------------------------- | -------------------- | ------ | --------- |
| 1954 | Briggs Cunningham          | Cunningham C4-R      | -      | НС        |
| 1955 | Mike Sparken               | Ferrari 750 Monza    | S 3,0  | Сход      |
| 1957 | J.D. Hamilton              | Jaguar D-type        | S 5000 | 6         |
| 1958 | Ecurie Ecosse              | Jaguar D-type        | S 3000 | Сход      |
| 1959 | Ecurie Ecosse              | Jaguar D-type        | S 3,0  | Сход      |
| 1960 | Camoradi                   | Maserati Tipo 61     | S 3,0  | Сход      |
| 1961 | Porsche System Engineering | Porsche 718 RS61     | S 2,0  | 5         |
| 1962 | UDT / Laystall Racing Team | Ferrari 250 GTO      | GT     | Сход      |
| 1963 | North American Racing Team | Ferrari 250 GTO LMB  | GT     | 6         |
| 1964 | Ford Motor Co              | Ford GT40            | P      | Сход      |
| 1965 | North American Racing Team | Ferrari 250 LM       | P      | 1         |
| 1966 | North American Racing Team | Ferrari 365 P2       | P      | Сход      |
| 1967 | North American Racing Team | Ferrari 330 P3       | P 5000 | НС        |
| 1968 | North American Racing Team | Ferrari 250 LM       | S 5000 | Сход      |
| 1969 | Scuderia Filipinetti       | Lola T70 Mk3B        | S      | Сход      |
| 1970 | Autodelta SpA              | Alfa Romeo T33       | P      | Сход      |
| 1971 | North American Racing Team | Ferrari 512 S Spyder | S      | Сход      |
| 1972 | North American Racing Team | Ferrari 365 GTB      | GTS    | Сход      |

### Targa Florio
| Год  | Команда              | Машина           | Группа  | Результат |
| ---- | -------------------- | ---------------- | ------- | --------- |
| 1964 | Shelby American Inc  | A.C. Cobra       | GT 3000 | Сход      |
| 1969 | Scuderia Filipinetti | Lola T70 Mk IIIB | S 5,0   | НС        |
| 1970 | Autodelta SpA        | Alfa Romeo T33   | P 3,0   | Сход      |